# Phaenandrogomphus treadawayi
Phaenandrogomphus treadawayi is een echte libel uit de familie van de rombouten (Gomphidae).
De soort staat op de Rode Lijst van de IUCN als gevoelig, beoordelingsjaar 2009, de trend van de populatie is volgens de IUCN dalend.
De wetenschappelijke naam van de soort werd in 1993 als Onychogomphus treadawayi gepubliceerd door R.A. Müller & Matti Hämäläinen.